# 淡红素馨
淡红素馨（学名：Jasminum stephanense）为木犀科素馨属下的一个种。

## 扩展阅读
維基物種上的相關：淡红素馨